# Erysimum anceps
Erysimum anceps là một loài thực vật có hoa trong họ Cải. Loài này được Steven ex Ledeb. mô tả khoa học đầu tiên năm 1841.